# Suezdok
Het Suezdok ligt in Noord-Antwerpen en is een klein doorgangsdok vanaf het Kattendijkdok naar het Amerikadok en Albertdok.
Het kleine Suezdok is 114,50 meter lang en 50,03 meter breed en 3,33 meter diep en in 1881 gegraven, ter verlenging van het Kattendijkdok. In 1947 werd de Suezbrug gesloopt en de geul verbreed van 18 m naar 21 m.
De Siberiabruggen werden daarna gebouwd. De noodsasdeuren aan de Siberiabrug werden in 1938 gesloopt. Tussen 1938 en 1947 werd de geul-Siberiabrug gemoderniseerd en verbreed van 18 m naar 21 m, gelijktijdig met een vernieuwing van de bruggen.
Aan de westkant van deze dok lagen meestal schepen van de Belgische Marine voor herstelling en reparatie bovendeks. Ook rondvaartschepen voor toeristen werden er hersteld. Deze werken werden verzorgd door S.K.B. Scheepsherstelling, die eveneens over de Royerssluis aan de noordkant, en aan de Litouwenstraat, hun ateliers hadden.

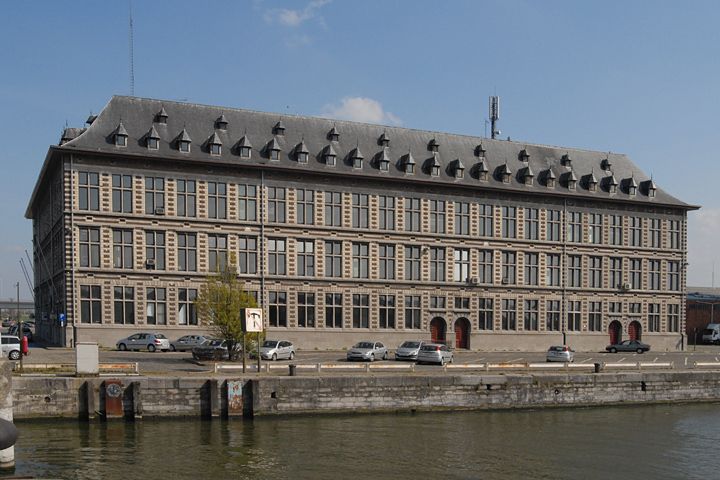
Havenhuis (voor de verbouwing)

Aan de oostkant op nº 63 staat de voormalige brandweerkazerne van Antwerpen-Noord en Haven. Eveneens verbonden aan dit complex waren de stadsdiensten gevestigd van de Technische Dienst Stad Antwerpen, zoals Dienst Kaaien en Afdaken en de Hydrografische Peildienst. Er was ook een Medische Dienst voor stadsambtenaren en personeel aanwezig.
Sinds 2016 en na de grondige renovatie van de oude brandweerkazerne en bijbouwen van een nieuwe opvallende uitbouw door Zaha Hadid is het Havenhuis hier gevestigd. 
Aan de Noordkaai stond een van de mooiste gebouwen van Antwerpen, de voormalige havengraansilo "De Trouw". De laatste jaren was ze niet meer in gebruik en kwam ze in een vervallen toestand. Met deze voormalige havengraansilo werd in mei 2008 met de sloop begonnen, met tevens de bijbehorende hangaargebouwen. De graantoren werd met een hoge breekkraan ontmanteld, zodat men de graanverwerkingcompartimenten in de toren kon zien. In de plaats komen andere havendoeleinden. Werken aan de Royerssluis en aan de Oosterweelverbinding wijzigen het uitzicht rond het dok.
Het Suezdok was na 1881 de laatste dok van de noordelijke haven. Daarna is het Siberiadok (1887) gegraven waarvan de noordkant maar tot nº 102 (rechterzijde) en nº 103 (linkerzijde) van deze dok kwam, en westkant kwam de Siberiadok tot de nummers tot nº 54 en aan de overzijde tot nº 93. Aan dit nummer stond vroeger een indianen-totempaal, ter benadrukking dat daar het Amerikadok ging komen. Het Siberiadok met de gelijknamige Siberiabrug, was nu het eindpunt van de noordelijkste dokken na 1887. Aan de oostzijde bestond de vaargeul van Straatsburgdok en het dok zelf nog niet. Wel was er een smalle waterweg die het Schijn met Merksem en Deurne verbond. Deze waterweg werd de bedding van het latere Albertkanaal en het Straatsburgdok. Voor de stedelingen en de aldaar wonende havenarbeiders was het daar "Siberië", doordat het toen voor hen, zo vér weg lag, zoals het bekende Russische continent.
Toen ging men te voet, per fiets of per tramboot naar deze, toen voor hen "verre" dokken.
Op de Antwerpse rechteroever van de Schelde:
Albertdok · Amerikadok · Asiadok · Bevrijdingsdok · Bonapartedok · Churchilldok · Derde Havendok · Eerste Havendok · Graandok · Hansadok · Houtdok · Industriedok · Kanaaldok · 
Kattendijkdok · Kempisch dok · Kooldok · Leopolddok · Lobroekdok · Margueriedok · Marshalldok · Noordschippersdok · Petroleumdok · Sasdok · Schippersdok · Schuildok voor Lichters · Siberiadok · Steendok · Straatsburgdok · Suezdok · Tweede Havendok · Verbindingsdok · Vierde Havendok · Vijfde Havendok · Willemdok · Zesde Havendok · Zuiderdokken
Op de Oost-Vlaamse linkeroever van de Schelde:
Deurganckdok · Doeldok · Noordelijk Insteekdok · Saeftinghedok · Verrebroekdok · Vrasenedok · Waaslandkanaal · Zuidelijk Insteekdok